# Справа «Союзу визволення Білорусі»
Справа «Союзу визволення Білорусі» (біл. «Саюз вызвалення Беларусі») — сфабрикована наприкінці 1920-их років ОДПУ в Білоруській РСР справа так званої «нацдемовської контрреволюційної, антирадянської організації».
Восени 1930 року начальник ОДПУ БРСР Григорій Раппопорт оголосив про «розкриття» «Саюза вызвалення Беларусі» в Наркоматі просвіти, АН БРСР, різних вишах (в тому числі БДУ).
У судовому процесі 1931 року за приналежність до «Саюзу вызвалення Беларусі» було засуджено 90 чоловік, серед них Всеволод Ігнатовський (покінчив життя самогубством), Дмитро Жилунович, Вацлав Ластовський, Дмитро Прищепов, Олександр Адамович, Павло Жаврид ті інші. Роль керівника «Саюза вызвалення Беларусі» приписали народному поету Янку Купалі. В ході справи було репресовано національно орієнтовану частину білоруської інтелігенції. Одиниці із заарештованих, наприклад, археолог Сергій Дубинський, були звільнені.